# ای‌کی‌اس‌یو

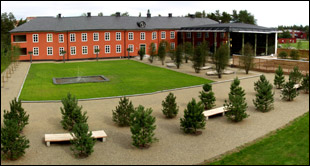

ای‌کی‌اس‌یو (به سوئدی: Idrottsklubben Studenterna i Umeå) یک باشگاه ورزشی و سازمان ناسودبر در شهر اومئو، سوئد است.
این سازمان در تاریخ ۵ مه ۱۹۵۹ میلادی تأسیس و در سال ۱۹۶۰ به نام فعلی تغییر نام داده است و هم‌اکنون دارای ۱۸ هزار عضو می‌باشد. محل این باشگاه در دانشگاه اومئو و منطقه اومدالن است. درآمد این مجموعه در سال ۲۰۰۹ میلادی ۸۷ میلیون کرون سوئد بوده‌است.